# Vitaládes
Vitaládes (Vitalades) är en ort i Grekland.   Den ligger i prefekturen Nomós Kerkýras och regionen Joniska öarna, i den västra delen av landet, 400 km väster om huvudstaden Aten. Vitaládes ligger 50 meter över havet och antalet invånare är 442. Den ligger på ön Korfu.
Terrängen runt Vitaládes är huvudsakligen platt, men åt nordväst är den kuperad. Havet är nära Vitaládes åt sydväst.  Närmaste större samhälle är Perivóli, 1,1 km nordväst om Vitaládes. 